# Кієрія Бліта
{{#ifeq:0|0|{{#if:Kiaeria blyttii|{{#if:|[[]}}|[[]]}}}}
Кієрія Бліта (Kiaeria blyttii) — вид мохів порядку дикранальних (Dicranales).

## Поширення
Батьківщиною є Європа, Північна Америка, Азія.
Населяє ґрунт в ущелинах скель або кислі породи; альпійські височини.

## Характеристика
Рослини темно-зелені, матові, в нещільних пучках. Стебла 1–2 см. Листки гілок прямовисні, розпростерті, згинаються і дещо хрусткі, коли висихають, ланцетні, поступово шилуваті, 2–4 мм, краї іноді дистально 2-шаруваті. Коробочка в сухому стані неребриста, урноподібна, 1–1.2 мм. Спори 13–23 мкм.